# Malcolm Douglas-Hamilton
Malcolm Avondale Douglas-Hamilton (12 novembre 1909-21 juillet 1964) est un aristocrate, aviateur et homme politique écossais.

## Mariage et famille
Douglas-Hamilton est le troisième fils d'Alfred Douglas-Hamilton (13e duc de Hamilton), et de Nina Mary Benita Poore. Il fait ses études au Collège d'Eton et au RAF College Cranwell.
Douglas-Hamilton s'est marié deux fois: d'abord en 1931 à Pamela Bowes-Lyon, petite-fille de Claude Bowes-Lyon (13e comte de Strathmore et Kinghorne) et cousine de la reine Elizabeth, la reine mère. Ils ont quatre enfants. Leur fils aîné, Alasdair, écrit une biographie de son père, Lord of the Skies. À la suite de leur divorce, Douglas-Hamilton épouse en 1953 Natalie Scarritt Paine née Wales (1909-2013), une Américaine qui a organisé la campagne Bundles for Britain pendant la Seconde Guerre mondiale, pour laquelle elle reçoit l'Ordre de l'Empire britannique.
Après son deuxième mariage, Douglas-Hamilton émigre aux États-Unis, où il devient extrêmement actif dans la promotion des relations entre l'Écosse et les Américains d'origine écossaise. Il considère les États-Unis comme son pays d’adoption. Il fonde, avec Lady Malcolm, l'American Scottish Foundation, qui, après la Saint Andrews Society, est la plus ancienne organisation américaine consacrée aux relations entre les États-Unis et l'Écosse. L'organisation est responsable de la création de Scotland House et du Scottish Ball, un dîner de charité annuel consacré à la collecte de fonds pour soutenir la cause américaine écossaise.

## Carrière dans l'aviation
Douglas-Hamilton sert dans la Royal Air Force (RAF) de 1929 à 1932, puis travaille dans l'aviation civile jusqu'au déclenchement de la Seconde Guerre mondiale.
Des documents récemment divulgués du MI5 montrent que, le 1er août 1936, Douglas-Hamilton fait voler un avion de Havilland en Espagne, qu'il a livré à des nationalistes franquistes. Un autre avion est piloté le lendemain par Richard Seaman. Seulement deux semaines plus tôt, le général Franco est transporté dans un de Havilland des Îles Canaries au Maroc puis en Espagne, aidé par deux autres Britanniques, Hugh Pollard et Cecil Bebb.
Pendant la Seconde Guerre mondiale, Douglas-Hamilton sert de nouveau avec la RAF, devenant commandant de la RAF Winkleigh le 29 mars 1944. Il est nommé Officier de l'Ordre de l'Empire britannique en 1943 et reçoit la Distinguished Flying Cross en 1944. Il est commandant du Corps d'entraînement aérien pour l'Écosse de 1945 à 1946. Son frère aîné, le marquis de Douglas et Clydesdale, plus tard 14e duc de Hamilton et 11e duc de Brandon, est également actif dans la RAF et l'ATC.
Douglas-Hamilton poursuit sa passion de l'aviation, créant sa propre compagnie de vols nolisés au début des années 1960, et avec son fils Niall traverse des régions éloignées du globe. C'est lors d'un tel voyage à travers le Cameroun en 1964 que Douglas-Hamilton, âgé de 54 ans, disparait avec son fils Niall et un passager, dans la lourde jungle montagneuse équatoriale du Cameroun. À la suite d'une recherche par la famille de Douglas-Hamilton, notamment l'aide de la société Rockefeller United Fruit, ses restes sont retrouvés dans la jungle. Niall Douglas-Hamilton et le passager n'ont jamais été retrouvés.
Douglas-Hamilton est le député unioniste d'Inverness de 1950 à 1954.
Douglas-Hamilton occupe un certain nombre de postes, notamment de gouverneur de l'école Gordonstoun et membre de la Royal Company of Archers.